# ソード・ワールド2.0リプレイ 聖戦士物語
『ソード・ワールド2.0リプレイ 聖戦士物語』（ソード・ワールド2.0リプレイ せいせんしものがたり）は、グループSNEによるテーブルトークRPG (TRPG) 「ソード・ワールド2.0」のリプレイ集である。TRPG専門誌『Role&Roll』Vol.68 - 86に連載された。ゲームマスター（GM）及び執筆は北沢慶が行い、イラストレーターは山根真人である。
プレイヤーキャラクター（PC）はロイ、イングリッド、フィオ、オルネッラ、レギンの5人パーティとなっている。当初から厳しい戦いを想定しているため、PCにはあらかじめ経験点が与えられ、ある程度成長させた状態から開始した。全員がはじめから成長させたキャラクターを用いるのは、「ソードワールド2.0」のリプレイシリーズでは初となる。
中盤からは『Role&Roll』誌上での「蛮族大募集」企画に寄せられた敵キャラクターが登場する。しかしTRPGが筋書きのないドラマである以上、読者から募集したキャラクターだからといって必ず脚光を浴びるとは限らず、大きく活躍する者がいる一方で何の見せ場もなく倒された者もいる。
続編として、『ソード・ワールド2.0リプレイ with BRAVE』が展開している。

## 舞台
テラスティア大陸のダグニア地方が舞台。この地域では始祖神ライフォスを奉ずるセフィリア神聖王国が強い影響力を持っており、近隣の蛮族と長きにわたる闘争を繰り広げている。しかし現在のセフィリアは6年前の敗戦からいまだ完全に立ち直ることができず、国内では貴族たちが勢力争いに汲々としている。
ダグニア地方第2の大国は「太陽の王国」ラ・ルメイアである。先の大戦から6年間国力の回復に努めてきたため、一大穀倉地帯を抱える農業大国となったが、それを快く思わないセフィリア神聖王国からの横槍に悩んでいる。
物語の開始地点であるグラスノ王国は太陽神ティダンを主神としており、ダグニアの最辺境に位置する国として、いわゆる防人の働きを果たしてきた。ここ6年間は大きな戦争もなく、平和ボケした田舎の国と化していたが、いざ蛮族の進攻が始まると地力の強さを見せた。

## あらすじ
ダグニア地方の東端に位置する小王国グラスノに、セフィリア神聖王国の王子ロイが武者修行のためにやってきた。グラスノ王国の王女フィオは、将来的にはロイとの結婚もあるのではと妄想しながら、彼を町に案内する。そこへ、蛮族の大規模な軍勢がグラスノを襲撃してきた。ロイとその従者イングリッド、フィオ、冒険者オルネッラとレギンの5名は、ラ・ルメイア王国に援軍を求めるため城の地下通路から脱出する。ロイたちはその過程で謎のオーブを見つけるが、アルデンヌの森で出会ったユニコーンによると、それは何か途方もなく強大で邪悪な力を封じ込めたものであるらしい。蛮族軍の狙いもオーブにあると見て取った一行は、救援要請がてら宝物を安全に保管できる場所を探して先を急ぐ。
ラ・ルメイア王国の出兵協力を取りつけたロイたちは、さらに北上してセフィリア神聖王国を訪れ、オーブの封印を依頼する。しかしそこにもオーブを狙う魔の手は伸びていた。黒幕がセフィリアの影の王子ザカートであると知った一行は、その足取りを追って北の海に赴き、海中を移動する巨大な要塞を目撃する。蛮族の駆る移動要塞に襲撃を受けたヨークスの街は危機に陥るが、実はその攻撃もグラスノの包囲もすべて大規模な陽動であり、ザカートの真の目的はオーブに封じられた邪神をセフィリア王都アーレで復活させることにあった。王家の者のみが立ち入ることのできる太古の地下神殿に駆けつけたロイたちはザカートを討ち取り、指揮者を失った蛮族軍は次第に鎮圧される。一行の活躍は表ざたにはならなかったが、こうして1か月に及んだ戦争はついに終息するのだった。

## 登場人物

### プレイヤーキャラクター
ロイ・ゼノスヴェルト
人間 / 男 / 14歳 【冒険者技能】ファイター、プリースト（ライフォス）、ライダー（2巻より）
セフィリア神聖王国からグラスノ王国にやってきた、若き聖戦士（パラディン）。ゼノスヴェルト公爵家の嫡男で、第17王位継承者。そのため、皆からは「王子」と呼ばれる。「嘘をつかない」などの戒律を厳守するきまじめな神官戦士だが、基本的には典型的なお坊ちゃんタイプで、パーティー内では最も非力な上に戦闘では攻撃を外しまくることが多い。しかし戦術に関しては端々で切れ者の一面を見せる。
もともと聖戦士の位は家柄で得たものだったが、冒険の末に相応の実力を身につけることができた。
フィオ・グリュッセルト
人間 / 女 / 14歳 【冒険者技能】セージ、プリースト（ティダン）、ソーサラー
グラスノ王国の第2王女。蛮族に父王を殺害され、自身も重傷を負った過去があり、蛮族に強い憎悪を抱いている。しかし普段は夢見がちで、ロイとの政略結婚を妄想しては、あの手この手で彼の気を惹こうとする。また、イングリッドのことをロイの愛人ではないかと勘ぐり、一方的に敵視している。オルネッラのことは歴戦の兵士として尊敬しているが、彼から想われていることに気づいておらず、以前助けたことも覚えていない。
イングリッド・エアハルト
人間 / 女 / 19歳 【冒険者技能】ファイター、アルケミスト、スカウト
ロイの護衛兼付き人の女戦士。元冒険者で、戦いから諜報活動まで幅広く活躍する。普段は周囲に振り回されがちな苦労人だが、戦闘になると無双と称されるほどの強さを発揮する。
パーティー内では一番の常識人であるが、自分を溺愛する父ウルリッヒのことは疎んじており、彼が絡むと急にそっけなく無思慮な態度を取るようになる。
オルネッラ
ナイトメア / 男 / 26歳 【冒険者技能】マギテック、レンジャー、フェンサー
魔動機師で冒険者。強力な攻撃魔法を使いこなし、イングリッドと並ぶパーティーの主戦力となっている。6年前の戦争にも参加していたが、ダグニア地方で特に強く忌避されるナイトメアであったため、仲間から見捨てられて無人島で4年間のサバイバル生活を送った。2年前に島を脱出してグラスノ王国にたどり着いたところをフィオに助けられて以来、彼女を慕っているが、まったく報われていない。
フィオにいいところを見せようとして「蛮族の言葉が読める」と嘘をつき、それ以降指令書の類を目にするたびにデタラメを並べて取り繕った。
マギテック技能はシューター技能との併用を前提としているため、オルネッラのようにマギテックのみを集中して成長させ、より少ない経験点で高レベルに到達するのはゲームデザイナーの想定外の運用だった。
レギン・レイヴ
ルーンフォーク / 女 / 3歳（外見11歳） 【冒険者技能】コンジャラー、スカウト、セージ
オルネッラのパートナー。彼が無人島で発見したジェネレーターから誕生したが、ジェネレーターがポンコツだったために少女の体に男性の人格が宿ってしまった。同性愛的な傾向を普段から発揮しており、イングリッドにセクハラをすることが多い。
ラ・ルメイアの闇で行われる人身売買を暴くためとはいえ、オルネッラに本当に売り飛ばされそうになり彼のことを見限ってしまうが、懇願されて元の鞘に収まった。

### ラ・ルメイア王国
ヴァレリオ・シルヴェストリ
王位を継いだばかりの若き国王。まだ議会を掌握し切れておらず、その上にセフィリアからの干渉も受け、思うように采配を振るえずにいる。
オーシア・タディード
ティダン神殿最高司祭のドワーフ女性。95歳。髪の毛は紫色。3つのオーブのうち1つを管理している。
アーガイル・メルロー
20代半ば過ぎの騎士。アローネの配下と交戦中のところをロイたちに助けられた。不自由を強いられる国王をおもんぱかる忠義の士だが、裏社会にも顔が利くという柔軟な人物。

### セフィリア神聖王国
ジャリル・レンシャン
在ラ・ルメイア大使の伯爵。長身痩躯の男性。6年前の戦いではラ・ルメイア王国の艦隊の一部を率いており、オルネッラにとっては自分を島に置き去りにした憎い相手である。
何かと同国の政治に口を出しており、ロイたちが奏上したグラスノへの援軍派遣も難癖をつけて潰そうとした。しかし男色家であるレンシャン伯爵は、ロイの肉体と引き換えなら派遣を認めていいと密かに持ちかける。フィオたちによってその企みは阻止され、さらに人身売買組織とのつながりを暴露されたことで失脚した。
セフィリアへの送還中、ダレトの街で政敵のマーレス男爵と怪物ブラッドサッカーの群れにはさまれ、身動きが取れなくなる。唯一残った護衛のイレーア・ヤレシュを遣わしてロイに接触しようとしたが、さすがに助けは得られなかった。それでも何とか生き延び、ゼノスヴェルト公爵家に諜報活動で得た情報を伝えに来る。このときは命の危機にさらされて味わった恐怖のせいですっかり毒気が抜けていたが、ロイへの執着だけは残っていた。
バノン・マーレス
ダレトを治める男爵。賄賂に弱く、“守りの剣”の機能停止もいとわず《剣のかけら》をすべて売却するなど、腐敗した人物。そのうえ蛮族と通じているらしく、自らワイバーンを駆ってロイたちを捕らえに出向くが、突如現れたクロイツによって刺し貫かれる。それまでの悪行が祟ってか、ライフォス神の加護も失い死亡。その後ブラッドサッカーにされてしまったらしい。
セドリック・ゼノスヴェルト
ロイの父親の公爵で、セフィリアの第16位王位継承権者。44歳。精悍な印象で、背は高くないものの体格はがっしりしている。
ヨランナ・テーベ
ロイの師匠にあたるライフォス神官。おっとりした27歳の女性。人を励ますときに相手を抱きしめる癖がある。
ウルリッヒ・エアハルト
冒険者の店を経営するイングリッドの父親。大変な親バカで、店の名前は《麗しの愛娘亭》、店内にはイングリッドの絵姿がいくつも飾っており、のみならず知人にも娘の写真を配っている。実は王国の諜報機関の一員である。
ガードナー
ウルリッヒに雇われて《麗しの愛娘亭》店主を務める、屈強なオカマ。仕事柄、相当な情報通である。
アンドレア
セフィリア国王が侍女との間にもうけた隠し子。貧民窟育ちのチンピラだったが、王弟ルデルを抜いて王太子の地位を得た。裏でザカートの支援を受けており、彼に憑依させられた魔神レドルグにそそのかされていた。ロイたちに真相を暴かれて謹慎処分になる。
ソレット・イウバリカ
ヨークスの街の太守にして海軍大将。自軍の戦力を過信する傲岸な人物。
リーラ・ロレンスト
ヨークスの護衛部隊の指揮官。27歳の女性。6年前のオルネッラの戦友で、味方から白眼視される彼を最後まで案じ続けていた。

### 蛮族
ゼルドラス
グラスノ王国襲撃を指揮していたダークトロール。最初に対峙したときはロイが撤退を選んだため名乗りあっただけに終わったが、決戦ではザカートの側近として再登場する。一行の魔法攻撃の前に倒れ、彼らの急速な成長を称えつつ死亡した。
“魔竜の騎士”レーシィ・アローネ
謀略と勢力争いの果てに没落したドレイク一族の娘。同族のたどった過去への反動から、人族に伝わる高潔な騎士の物語に入れ込み、自らも騎士道精神にのっとって振舞うようになる。竜形態への変身は粗暴だとして嫌っている。
イスタン河東岸でアーガイルたちと交戦中、敵方の加勢に現れたロイに興味を抱き一騎討ちを申し込む。このときは配下が撤退を始めたため戦闘には至らなかったが、ヘイヴン邸で再会したときに改めて彼と剣を交える。予想外に善戦するロイを前にして次第に劣勢となり、彼の提案を呑んでやむなく引き上げた。
3度目、ヨークスからの避難民を誘導中のロイたちに襲撃をかけるが、ロイの戦術（というより話術）に翻弄されて実力を発揮できないまま部下を失い、自身もイングリッドに敗れる。力の源である魔剣を奪われて解放され、またしても再会を誓いつつ姿を消した。
“商売人”ヘイヴン
ラ・ルメイアの首都エスティーユの郊外に屋敷を構える人材派遣業者。その正体はオーガであり、表向きの商売にまぎれて人身売買を行っていた。だがヘイヴンとしては、暴力がものをいう蛮族社会よりも人族社会の駆け引きのほうが好みであり、同族だからという理由で協力を強いる蛮族軍を疎ましく思っていた。
そのため、屋敷に乗り込んできたロイたちにも理知的な態度で取引を持ちかけるが、聖戦士ロイと蛮族憎しのフィオにとっては単に倒すべき敵でしかなかった。
“錆爪”のバーグリフ
トロールの猛者。6年前の戦いで魔動機術を受けて倒れ、欠損した肉体を魔動機械で補うことで戦線復帰した。しかし元の肉体に誇りを持っていたバーグリフは自分の置かれた現状が許せず、それ以来魔動機師を深く憎むようになる。
キーヌ河近くでロイたちを待ち受けていたが、彼らの誰も蛮族語を知らないためオーガの通訳なしには名乗ることもできず、さらに改造された片足が真っ先にオルネッラの魔動機術で吹き飛ばされるという散々な扱いを受ける。
“手長”のグエルと“足長”のバルツ
バーグリフ同様、先の大戦の傷を改造で補ったトロール兄弟。下半身をシザースコーピオンにした弟バルツの肩に、両腕をキラーオクトパスの触手にした兄グエルが乗って戦う。
これまたバーグリフ同様に、オルネッラたちの魔法攻撃を立て続けに打ち込まれ、なすすべなく敗れ去った。
“朽ちた聖剣”クロイツ・フェアラート
かつては聖戦士だったのではないかといわれるレッサーヴァンパイア。ブラッドサッカーの群れを率いて、ライフォス信者を名乗るに値しないと判断した者たちを狩って回っている。
マーレス男爵を殺害し、レンシャン伯爵をも追い詰めるが、ロイに宿る高潔な魂を認めると、いずれ自分を討ちに来ることを条件にその場を退いた。
“獣将”デスェパート
獣使いのボガードコマンダー。海底要塞の内部でロイたちと戦った。
ザカート・シックザール
蛮族の軍勢を率いる首領。約50年前にセフィリアの王子として生まれたが、ナイトメアだったために表向きは死産とされ、存在を抹消された。自らを否定した祖国を地上から消し去るために、死の神ザールギアスの復活をもくろむ。
王都アーレの地下神殿での死闘の果てに、イングリッドに首を刎ねられて敗れた。

## 既刊一覧
- ソード・ワールド2.0リプレイ 聖戦士物語 (1) ISBN 978-4-8291-4618-7
- ソード・ワールド2.0リプレイ 聖戦士物語 (2) ISBN 978-4-8291-4644-6
- ソード・ワールド2.0リプレイ 聖戦士物語 (3) ISBN 978-4-8291-4668-2